# 西垣覚
西垣 覚（にしがき さとる、1935年（昭和10年）3月4日 - 2020年 (令和2年) 6月24日）は、日本の銀行家。元東海銀行（現三菱UFJ銀行）頭取。

## 経歴
- 1958年 名古屋大学経済学部卒業[1]
- 1958年 東海銀行（現三菱UFJ銀行）入行
- 1985年 取締役・関西支店部長
- 1988年 常務取締役・関西地区本部長兼大阪支店長
- 1990年 専務取締役
- 1993年 取締役副頭取
- 1994年 取締役頭取
- 1998年 取締役会長
- 2000年 UFJホールディングス取締役
- 2004年 同取締役退任
- 2020年6月24日 死去、85歳没[2]